# Gustav Nezval

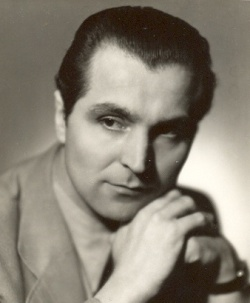
Gustav Nezval - 1937

Gustav Nezval, bürgerlich Augustin Nezval (* 18. November 1907; † 17. September 1998), war ein tschechischer Bühnen- und Filmschauspieler.

## Leben
Er wurde als Sohn des Schlossers František Nezval und seiner Frau Aloisia geboren. Anstelle der von den Eltern bevorzugten Laufbahn als Priester besuchte er eine technische Schule und verdiente einige Zeit seinen Lebensunterhalt als Gebäude-Designer. Er besuchte nie eine Schule der dramatischen Kunst. Seine Leidenschaft für das Theater führte zu Versuchen auf der Amateurbühne.
Später war er an verschiedenen Wanderbühnen tätig. Danach spielte er am Intimni Theater in Prag (1930–1931), am südböhmischen Theater in České Budějovice (1931–1932), am Švanda Theater in Prag (1932–1934), am Vlasta Burian Theater in Prag (1934–1935), am Nationaltheater in Ostrava (1935–1938), am Nationaltheater in Brünn (1938–1941), und schließlich am Vinohrady Theater in Prag (1941–1977). Auch nach seiner Pensionierung im Jahr 1977 er hat sich von Zeit zu Zeit auf der Bühne Vinohrady als Gastschauspieler gezeigt. Seinen letzten Auftritt hatte er im Jahr 1997.
Dank seiner Statur, seines Aussehens und der charmanten Umgangsformen sowie der Stimme verkörperte er zuerst verschiedene Liebhabercharaktere. Als er alterte, fing er an, sich an weitere Rollen anzupassen und begann eine Karriere als klassischer Schauspieler in den Stücken der tschechischen Nationalliteratur. Er spielte zudem in Stücken von Tyl, Jirasek, Vrchlicky, Langer, Sramek, Capek, Hasek, Sophocles, Sprung de Vega, Moliere, Flaubert, Strindberg, Rostand, Schiller, Goldoni, Gorkij, Balzac, Lermontov, Pushkin, Tolstoi und Shakespeare.
Im Juli 1937 heiratete er die Tänzerin Gertrude Nettel. Sie waren bis zu ihrem Tod 57 Jahre später verheiratet und hatten zwei Söhne. Er hatte zwei Hobbys, die Literatur und die Gartenarbeit.
Als Filmschauspieler trat Nezval erstmals am Ende der 1930er-Jahre in Erscheinung. Sein Filmdebüt gab er in der Komödie „Jarčin Professor“, die 1937 herauskam. Seine Leistung erregte die Aufmerksamkeit einiger führender tschechischer Filmregisseure. Dies führte schnell zu Auftritten in vielen ähnlichen Filmen. Einer seiner weithin bekanntesten Filme war „Jan Cimbura“. Der Film basiert auf einem tschechischen Literaturklassiker gleichen Namens aus dem 19. Jahrhundert von Jindřich Šimon Baar. Kurz nach dem Krieg spielte er eine Hauptrolle im Film Männer ohne Flügel (Originaltitel: Muži bez křídel). Der Film wurde später durch die Goldene Palme im Cannes-Film-Festival 1946 geehrt. In vielen Filmen war er Partner einiger der berühmtesten tschechischen Schauspielerinnen dieser Ära. Eine von ihnen war Lída Baarová. Seine letzte Filmrolle spielte er im Alter von 90 Jahren im Kriegsdrama Sekal muss sterben (Originaltitel: Je třeba zabít Sekala). Insgesamt trat er in 52 Filmen zwischen 1937 und 1998 auf.
Er erschien außerdem in Radio- und TV-Sendungen. Einige dieser Auftritte fanden jedoch zu Beginn der TV-Ausstrahlung in der Tschechoslowakei in den frühen 1950er-Jahren statt, sodass nur sehr wenige Aufzeichnungen davon existieren.
Sieben Jahre nach seinem Tod, im Jahr 2005, veröffentlichte Pavlína Vajčnerova eine Biographie unter dem Namen Gustav Nezval - oči spíše sympatické.

## Ausgewählte Filmografie
- Jarčin profesor (dr. Karel Stržický), 1937
- Armádní dvojčata (npor. Zdeněk), 1937
- Děti na zakázku (MUDr. Karel Matys), 1938
- Ideál septimy (ing. Ivan Kareš alias skladatel Michal Martan), 1938
- Dvojí život (povaleč Slaba), 1939
- Osmnáctiletá (Antonín Perný), 1939
- Ženy u benzínu (sedlák Karel Loukota), 1939
- Babička (1940) (Černý myslivec), 1940
- Maskovaná milenka (Leon z Costy), 1940
- Muzikantská Liduška (Toník Jareš), 1940
- Zweimal Perikles (Pelikán má alibi) (vrchní komisař Moudrý), 1940
- Jan Cimbura (Jan Cimbura), 1941
- Noční motýl (npor. Varga), 1941
- Muži nestárnou (lesník Jan Parner), 1941
- Tanečnice (princ Maxmilián ze Sylvánie), 1941
- Děvčica z Beskyd (Tomáš Hanulík), 1944
- Počestné paní pardubické (rychtářský písař Prokop Trubka), 1944
- Muži bez křídel (Petr Lom), 1946
- Nikola Šuhaj (Nikola Šuhaj), 1947
- Ulica Graniczna (role unknown), 1948
- Vzbouření na vsi (Valenta), 1949
- DS 70 nevyjíždí (dr. Vítek), 1950
- Veselý souboj (mjr. Zahrádka), 1950
- Plavecký mariáš (Šebek), 1952
- Expres z Norimberka (plk. Prokop), 1953
- Ještě svatba nebyla (Francek Gajdoš), 1953
- Nevěra (Lang), 1956
- Legenda o lásce (hvězdopravec), 1957
- Hlavní výhra (číšník), 1958
- Zatoulané dělo (plk. Hanzlík), 1958
- Mstitel (zedník Kryštof), 1959
- Zkouška pokračuje (herec), 1959
- Malý Bobeš (Libra), 1961
- Prosím, nebudit (Petr Parléř), 1962
- Vánice (chatař na Výrovce), 1962
- Hvězda (Roman), 1969
- Velká neznámá (profesor), 1970
- Šance (překladatel), 1971
- Dny zrady (dr. Kamil Krofta), 1973
- Sokolovo (mjr. Vrbenský), 1974
- Akce v Istanbulu (Kment), 1975
- Šílený kankán 1982
- Šašek a královna 1987
- Je třeba zabít Sekala (sedlák Štverák), 1998